# Comuna de Szydłów
Szydłów (polaco: Gmina Szydłów) é uma gminy (comuna) na Polónia, na voivodia de Santa Cruz e no condado de Staszowski. A sede do condado é a cidade de Szydłów.
De acordo com os censos de 2004, a comuna tem 4949 habitantes, com uma densidade 46 hab/km².

## Área
Estende-se por uma área de 107,53 km², incluindo:
- área agrícola: 78%
- área florestal: 15%

## Demografia
Dados de 30 de Junho 2004:
|                      | Total   | Total | Mulheres | Mulheres | Homens  | Homens |
| -------------------- | ------- | ----- | -------- | -------- | ------- | ------ |
|                      | pessoas | %     | pessoas  | %        | pessoas | %      |
| População            | 4949    | 100   | 2424     | 49       | 2525    | 51     |
| Densidade (pop./km²) | 46      | 100   | 22,5     | 22,5     | 23,5    | 23,5   |

De acordo com dados de 2005, o rendimento médio per capita ascendia a 1712,87 zł.

## Comunas vizinhas
- Gnojno, Pierzchnica, Raków, Staszów, Tuczępy